# イエロー・マジック・オーケストラ (アルバム)
『イエロー・マジック・オーケストラ』 (YELLOW MAGIC ORCHESTRA) は、イエロー・マジック・オーケストラ（YMO）のデビュー・アルバム。1978年11月25日にアルファレコードからリリースされた。日本ではオリコンチャートにて最高位69位を記録した。
作詞はクリス・モズデル、作曲は細野晴臣、高橋ユキヒロ、坂本龍一および3人の共作となっている他、マーティン・デニーの曲「ファイアー・クラッカー」のカバーを収録、プロデュースは細野が手掛けている。後にアメリカ合衆国にてリミックス版がA&Mレコードよりリリースされたが、その際に「アクロバット」が削除されている。
シングル「COMPUTER GAME (Theme From The Invaders)」が、イギリスでリリースされ、1980年6月14日付の全英シングルチャートで17位を記録した。また、シングル「COMPUTER GAME (Theme From The Circus)」が、アメリカでリリースされ、1980年3月15日付の全米シングルチャート(Billboard Hot 100)で60位を記録した。

## 背景
1977年に村井邦彦と共に温泉旅行に行った細野は、村井からプロデューサーとして契約を打診され、その場で快諾しクラウンレコードからアルファレコードへと移籍する事となった。その後、細野プロデュースの下でドラマーの林立夫、歌手のMANNAと共にティン・パン・アレーの曲「イエロー・マジック・カーニバル」をカバーする予定であったが破談となる。さらに、移籍第一弾としてリンダ・キャリエールのアルバム制作を手掛けたものの、そのアルバムは発売中止となった。そのため、その後に手掛けたアルバム『はらいそ』（1978年）が移籍後の初作品となった。この時点ですでに「イエロー・マジック構想」は存在し、細野は林、佐藤博と共にマーティン・デニーの「ファイアークラッカー」をディスコアレンジでカバーするという予定であったがこれも実現しなかった。その後、『はらいそ』の収録曲「ファム・ファタール」のレコーディング時に細野は高橋、坂本と初顔合わせとなり、偶然に近い形で坂本と高橋がメンバーとして選ばれる事となった。また、一部では当時のマネージャーであった日笠雅子の占いによってこの2人に決定したという噂も存在した。
1978年2月19日、細野は自宅に坂本と高橋を呼び、2人に焼きおにぎりを振る舞った上にYMOに関するプランを描いたノートを提示した。YMOに関するプランとは「外人から見た、誤解された東洋イメージ」をテーマとし、戦略としては「マーティン・デニーのエキゾチック・サウンドをジョルジオ・モロダー風のエレクトリック・ディスコ的なアレンジで行う」というものであった。また、この細野のノートには、「『ファイアークラッカー』をアメリカで発売し、売り上げ目標400万枚!」とイラストと共に記されていた。
4月に細野は横尾忠則と共にインドへと旅行した後、アルバム『COCHIN MOON（コチンの月）』（1978年）の制作準備を開始、同アルバムには坂本、高橋の他にコンピュータ・プログラマーとして松武秀樹が参加。4月10日には坂本のデビュー・アルバム『千のナイフ』（1978年）のレコーディングが開始され、同アルバムには細野、渡辺香津美、高橋悠治、ペッカー、山下達郎などが参加した他、坂本がジャケットで着用している服のコーディネーターとして高橋が参加。5月には高橋のソロ・アルバム『サラヴァ!』（1978年）のレコーディングが開始され、細野、坂本、加藤和彦、高中正義、大村憲司、鈴木茂が参加。6月21日には細野が参加した企画アルバム『PACIFIC』（1978年）がリリースされ、収録曲の内の「コズミック・サーフィン」では坂本、高橋、浜口茂外也が参加した。

## 録音
細野晴臣によるプロデュースで、坂本龍一と高橋ユキヒロと3人で楽曲を制作した。このとき高橋は作曲経験が浅かったため、坂本から作曲の方法を聞いたり、鼻歌を坂本が書き留めて譜面化するなどしていたという。また、当時細野は本名ではなく「ハリー細野」と名乗っており、プロデューサー名のクレジットも「HARRY HOSONO」となっている。
1978年7月10日より、STUDIO "A"にて本作のレコーディングが開始された。レコーディングには細野、坂本、高橋の他に松武、高中、橋本俊一が参加した。細野は当初の構想であった「ファイアークラッカー」とドイツのシンセサイザー音楽を融合させる事を目的とし、さらに「イエロー・マジック・オーケストラ」という名称もこの時に名付ける事となった。また、この時点ではあくまで「細野晴臣とイエロー・マジック・オーケストラ」という感覚であり、細野はバンドとしてではなく企画性の高いユニットと位置付けていた。
最初に録音された「ファイアークラッカー」はコンピュータを使用しない人力演奏でのバージョンであったが、単なるスタジオセッションのような仕上がりのためお蔵入りとなった。その後冨田勲のアルバム『月の光』（1974年）を聴き感銘を受けた細野は冨田の下でマニピュレータをしていた松武秀樹と知り合い、松武はアルバム『COCHIN MOON（コチンの月）』に参加する事となった。また冨田の音楽に触れた事を切っ掛けに、細野はそれまで興味の湧かなかったシンセサイザーに傾倒する事となり、この時期にコルグのPS-3100を購入している。
同時期にはアーケードゲーム『サーカス』（1977年）や『スペースインベーダー』（1978年）が登場し、喫茶店などに設置される事が多くなっていた。また、映画においても『スター・ウォーズ』（1977年）や『未知との遭遇』（1977年）などが公開され、これらの影響がアルバム内に音として取り込まれる事となった。しかし、村井には理解されずレコーディング中に「そんなのやめてこれ聴こうよ」と大村憲司のレコードを村井がかける場面もあったという。
8月15日には「インド」という仮タイトルの曲がレコーディングされるも、アルバムには未収録となった（後にPre-YMO名義で発表）。アルバム制作費は当時の一般的な制作費の倍に当たる800万円をかけていた。

## 音楽性
YMO結成以前の細野はオリジナル・サヴァンナ・バンドの影響により『トロピカル・ダンディー』（1975年）や『泰安洋行』（1976年）などのアルバムを製作したが周囲の理解を得られず、当時流行していたディスコサウンドと融合する事で商業化できるでのはないかと画策する。また、オーガスト・ダーネルが「Dr.バザード」という変名を使用していた事に影響され、細野は「HARRY HOSONO（ハリー細野）」と日系2世を思わせる名義で活動する事となる。さらに、当時の環境としてレコーディングが終わるとメンバーはディスコに行く事が多く、享楽的な部分から本作にディスコの要素が取り入られる事にもなった。
その他にも、スライ&ザ・ファミリー・ストーンがリリースしたアルバム『フレッシュ』（1973年）に影響された細野は、エース電子工業から発売されていたエーストーンのラテン音楽のようなリズムボックスを愛好するようになり、シンセサイザーよりもリズムボックスに強い興味を抱いていた。その頃に街では喫茶店にアーケードゲームが配置されるようになり、喫茶店に入り浸ってゲームをプレイしていた細野は筐体から音を直録りして使用するつもりであったが断念し、あえてコルグのPS-3100を使用してゲームの音を再現する手法を取る事となった。
作曲に関しては細野は他の2人を優先し、間を埋めるような形で自身による作曲を行っていた。細野によれば、「僕だけが熱狂してたわけじゃなくて、他の2人が僕以上に熱中していた」状態であり、特に高橋は本作のコンセプトに強い興味を抱いていたという。細野は当初YMOをインストバンドにする予定であったが、高橋作曲による「中国女」で歌唱した事によってボーカルグループの可能性が出てきたという。またこの曲でミニマル・ミュージックの要素を取り入れており、メンバーはそれを特に気に入っていたと細野は語り、また高橋作曲の曲は細野や坂本が後に肉付けする事になるため「いちばんYMOらしさが出る」とも語っている。
当初の発案として細野は当時「ミーコの『スター・ウォーズ』みたいなレコードを作りたい」と発言しており、その後レコーディングが開始されるとジョルジオ・モロダーやクラフトワークを意識するようになったという。「東風」以降（LPレコードのB面）のノンストップ構成は、当時ディスコ向けメドレーアルバムをリリースしていた前述のミーコの影響によるものである。また、ジョルジオ・モロダーのアルバム『永遠の願い』からも影響を受けたと細野はコメントしている。またドラム・トラックはテープによるループでなく、高橋が全編にわたり演奏している。
「東風」「中国女」「マッド・ピエロ」の名称は、ジャン＝リュック・ゴダールの『ゴダール3部作』と称される映画タイトルから取られている（「マッド・ピエロ」は邦題「気狂いピエロ」）。映画には関係なく、ゴダール好きの坂本がタイトルを引用したもの。

## リリース
1978年11月25日にアルファレコードからLPレコード、カセットテープの2形態でリリースされた。
また、1979年にアルファレコードがアメリカのA&Mレコードと契約。本アルバムをリミックスした『イエロー・マジック・オーケストラ (US版)』がホライズン・レーベルからリリースされる。アメリカでのリミックス版を「米国版」（またはUS版）、オリジナルを「日本版」と呼ぶこともある。アメリカのリミックスは、トミー・リピューマの長年のコンビのエンジニア、アル・シュミットがキャピタル・スタジオで行っている。「日本版」「米国版」の他、解説などを省略した廉価版として両方が入った2枚1組のCDも発売されたことがある。
1992年3月21日に初CD化され、その後は1994年6月29日にCDのみ再リリースされ、1998年1月15日には紙ジャケット仕様として再リリースされた。
1999年9月22日には細野監修によるリマスタリングが施され、ライナーノーツを江口寿史が担当する形で東芝EMIより再リリースされた。
2003年1月22日には坂本監修により紙ジャケット仕様にてソニー・ミュージックハウスより再リリース、音源は1999年の細野監修によるものが採用された。
2010年9月29日にはブルースペックCDとして再リリースされ、2018年11月28日にはSACDハイブリッドとして再リリースされた。

## アートワーク
ジャケットデザインは脇田愛二郎が担当した。本作がリリースされた頃にメンバーは髪型をテクノカットにしているが、これは小澤征爾が北京交響楽団の指揮をしている場面を見た事に影響されて始めたものである。また本来メンバーとして想定していた横尾にも同じ髪型をして記者会見に来るよう依頼したが、横尾は「その日は足が向かなくて、家から出なかった」と述べ記者会見には現れず、結果としてYMOは3人でスタートする事となった。

## ツアー
本作リリース後にはライブツアーは開催されていない。単独のライブとしては10月25日、26日に坂本の『千のナイフ』発売記念ライブが六本木のピットインにて開催され、「坂本龍一&イエロー・マジック・オーケストラ」という名義で初ライブが行われた。この時の参加メンバーは渡辺、矢野誠、高中、浜口、松武であった。
12月5日には新宿の紀伊國屋ホールにて開催されたアルファレコード主催のイベントライブ「フュージョン・フェスティバル」に出演し、本作の収録曲以外にもピンクレディの「ウォンテッド (指名手配)」（1977年）、坂本の「千のナイフ」、「プラスチック・バンブー」、「ビハインド・ザ・マスク」などが演奏された。この時期に来日していたA&Mレコードのプロデューサーであったトミー・リピューマは、「私は、この音楽を世界に広めなければならない」と発言し、後に本作がアメリカ合衆国でリリースされる事となった。

## 批評
| 専門評論家によるレビュー | 専門評論家によるレビュー |
| レビュー・スコア         | レビュー・スコア         |
| 出典                     | 評価                     |
| ------------------------ | ------------------------ |
| コンパクトYMO            | 肯定的                   |
| CDジャーナル             | 肯定的                   |

- 音楽本『コンパクトYMO』にてライターの佐藤公稔は、「日本語ロック論争からこっち、細野側に付いていたリスナーを始め、ミカ・バンドやクロス・オーヴァー・サウンドを期待していた各メンバーのファンを『とうとうディスコに走ったか』と落胆させてしまう作品であった。アルファ・村井社長の『こんなのやめようよ』の発言も商売人からすれば当然のこと」とリリース当初の境遇はかなり否定的であった事を指摘しているが、「バンドの要素が抑えられ、企画性の高いユニットとしての側面が強く出されている」、「当時のディスコ作品と比較するまでもなくハイ・クオリティに仕上がっているし、演奏、アレンジともに"さすがはアノ3人"と思わせる内容である」と音楽性に関しては肯定的であり、「方向性が定まっていないため非常に"軟派"に聴こえるが、日本ロック史においては"事件"と成り得るアルバムであることに変わりはない」と画期的であった点を肯定的に評価した[13]。

- 音楽情報サイト『CDジャーナル』では、「テクニック重視のフュージョン・ブーム真っ只中の時代に、あえて機械に演奏させたのはやっぱり画期的[14]」、「細野晴臣が追及していた楽園志向とコンピューターの出会った記念碑的作品。（中略）まだ新しいフュージョンという趣も残っていて興味深く、エスニックっぽい味付けがポイント[15]」、「テクノ・ブームの扉を開けた1枚[16]」と革新性や異国情緒を感じさせる点に関して肯定的な評価を下している。

## 収録曲
| 全編曲: イエロー・マジック・オーケストラ。 |                                                                                           |                  |                                  |       |
| #                                          | タイトル                                                                                  | 作詞             | 作曲                             | 時間  |
| 1.                                         | 「コンピューター・ゲーム “サーカスのテーマ”」(COMPUTER GAME "Theme From The Circus")      |                  | イエロー・マジック・オーケストラ | 1:48  |
| 2.                                         | 「ファイアークラッカー」(FIRECRACKER)                                                     |                  | マーティン・デニー               | 4:50  |
| 3.                                         | 「シムーン」(SIMOON)                                                                      | クリス・モズデル | 細野晴臣                         | 6:27  |
| 4.                                         | 「コズミック・サーフィン」(COSMIC SURFIN')                                                |                  | 細野晴臣                         | 4:51  |
| 5.                                         | 「コンピューター・ゲーム “インベーダーのテーマ”」(COMPUTER GAME "Theme From The Invader") |                  | イエロー・マジック・オーケストラ | 0:43  |
| 合計時間:                                  | 合計時間:                                                                                 | 合計時間:        | 合計時間:                        | 18:39 |

| #         | タイトル                                                                     | 作詞             | 作曲                             | 時間  |
| --------- | ---------------------------------------------------------------------------- | ---------------- | -------------------------------- | ----- |
| 6.        | 「東風」(TONG POO)                                                           |                  | 坂本龍一                         | 6:15  |
| 7.        | 「中国女」(LA FEMME CHINOISE)                                                | クリス・モスデル | 高橋ユキヒロ                     | 5:53  |
| 8.        | 「ブリッジ・オーバー・トラブルド・ミュージック」(BRIDGE OVER TROUBLED MUSIC) |                  | イエロー・マジック・オーケストラ | 1:16  |
| 9.        | 「マッド・ピエロ」(MAD PIERROT)                                              |                  | 細野晴臣                         | 4:20  |
| 10.       | 「アクロバット」(ACROBAT)                                                    |                  | 細野晴臣                         | 1:13  |
| 合計時間: | 合計時間:                                                                    | 合計時間:        | 合計時間:                        | 18:57 |

## 曲解説

### A面
1. コンピューター・ゲーム “サーカスのテーマ” - COMPUTER GAME "Theme From The Circus"
アーケードゲーム「サーカス」の音をシンセサイザーで表現。シーソーの音、風船が割れる音、失敗時の葬送行進曲などが再現されている。曲後半からドラムの音が挿入され、ゲーム音がリズムに合わさり、次の曲へと連結される[5]。ほとんどを細野晴臣が自宅で設計し、YMOの3人による手弾きで録音している。使用しているシンセサイザーはPS-3100のみで、松武秀樹はまったく関与していない[17]。原題は『ゲーム・センター』だった。マルチには「コンピューター・ゲーム ”インベーダーのテーマ”」や「アクロバット」と同じ部分に録音されており、トラックシートでは「Computer アクロバットのテーマ」というタイトルになっている。[注釈 5]
2. ファイアークラッカー - FIRECRACKER
原曲はマーティン・デニーのアルバム『クワイエット・ヴィレッジ（英語版）』に収録されている。細野がYMOデビュー戦略として「チャンキー・ミュージック」と銘打ち、この曲のカヴァーを売り出そうと構想していたことが自身のメモに書かれている。アメリカでヒットした際には、デニーから自分の曲をカヴァーしてくれたお礼と、ヒットを祝福する電報が届いた[5]。
本アルバムで最初に録音され、当初クリック音を頼りに3人で人力で録音したが、細野いわく「その出来があまりにも当たり前で、今までと変わらないものになってしまって」、その場で消去してしまった。しかし、そのテイクで「コンピューターの要素をもっと強く出していかないと面白くない」ことがわかったという。
印象的なイントロ[注釈 6]はシーケンサーによる演奏である。間奏のピアノは坂本による即興で、マリンバは細野が演奏している[注釈 7]。パーカッションのほとんどはシーケンサーによるものであるが、クラップはシン・ドラム（英語版）を使って高橋が叩いたものである。エンディングの爆竹風の音はシンセサイザーではなく、効果音を用いている[17]。
ライナーノーツでは「Fire Cracker」と表記されている。
スネークマンショーの伊武雅刀が声の出演をしている「空から日本を見てみよう」（テレビ東京系）で、空から何かを見つけた時の音楽に使われていた。
2001年にはジェニファー・ロペスのシングル「アイム・リアル（英語版）」（オリジナルバージョン）でYMOバージョンがサンプリングされたが[注釈 8]、2000年に制作され、ジェニファーと同時期にリリースされたマライア・キャリーの楽曲「ラヴァーボーイ」においても本曲のサンプリングを使う予定だったため、論議を呼んだ[18]。結果的に「ラヴァーボーイ」には別のサンプリングが使用されたが、「ファイアークラッカー」を使用したバージョンが2020年のマライアのアルバム『レアリティーズ』で初公開された。
2016年にはトッド・テリエのEP『The Big Cover-Up』に本曲のカヴァーが収録された（名義は「Todd Terje & The Olsens」）。
3. シムーン - SIMOON
詳細は「シムーン (曲)」を参照。
4. コズミック・サーフィン - COSMIC SURFIN' 
細野の作品。元々は鈴木茂、山下達郎とのアルバム『PACIFIC』収録曲[注釈 9]。細野は『PACIFIC』制作時点で、既にテクノへの路線を目指す意思があったと回想している[5]。更に、インストと言えばベンチャーズということから「テクノとベンチャーズを掛け合わせて作ったんだと思う」とも語っている。松武秀樹のコメントによると、坂本と高橋が要望してアルバムに入れ、坂本が原曲を分析してアレンジしている[17]。
メロディーはPS-3100、シンセベースやサウンドエフェクトはMoogIII-Cを使っている[19]。ギタリストの高中正義がギターで参加している。
アメリカでのシングル「FIRECRACKER」のB面に収録されたバージョンは、オリジナルよりもテンポが遅い上、早くフェイドアウトしている。
5. コンピューター・ゲーム “インベーダーのテーマ” - COMPUTER GAME "Theme From The Invader"
アーケードゲーム「スペースインベーダー」の音をシンセサイザーで表現。バックでは「サーカス」の音が流れている。この曲も松武は不参加である[17]。

### B面
1. 東風 - TONG POO
詳細は「東風 (曲)」を参照。
2. 中国女 - LA FEMME CHINOISE
詳細は「中国女 (曲)」を参照。
3. ブリッジ・オーバー・トラブルド・ミュージック - BRIDGE OVER TROUBLED MUSIC
タイトルは細野によるもの。サイモン&ガーファンクルの「明日に架ける橋」原題：Bridge over Troubled Water からとられた。この曲に松武は関与していない[17]。
4. マッド・ピエロ - MAD PIERROT
詳細は「マッドピエロ」を参照。
5. アクロバット - ACROBAT
ゲーム音と葬送行進曲が交互に流れる小品。「コンピューター・ゲーム」の音が背景音として使われている他、構成やメロディーの類似から「曲の終了とともにアルバムの頭に戻る」という意匠が施されている。米国版では削除された。

## スタッフ・クレジット

### イエロー・マジック・オーケストラ
- 坂本龍一 - キーボード、エレクトロニクス、パーカッション、オーケストレーション
- 高橋ユキヒロ - ドラムス、パーカッション、エレクトロニクス、ボーカル
- 細野晴臣 - ベース、エレクトロニクス、キーボード、アレンジメント

### 参加ミュージシャン
- 松武秀樹 - マイクロ・コンポーザー・プログラミング
- 橋本俊一 - ボーカル（「シムーン」）
- 高中正義 - エレクトリック・ギター（「コズミック・サーフィン」、「中国女」）
- 布井智子（旧姓：江部） - セクシー・ボイス（「中国女」[注釈 10]）

### スタッフ
- 吉沢典夫 - レコーディング・エンジニア
- 齊藤篤 - レコーディング・エンジニア
- 日笠雅子 - マネージメント
- 生田朗 - マネージメント
- 宮住俊介 - レコーディング・コーディネーター
- 脇田愛二郎 - デザイン、アート・ディレクション
- 袴田和夫 - イラストレーション
- ハリー細野 - プロデューサー、ミックス・エンジニア
- 村井邦彦 - エグゼクティブ・プロデューサー

## リリース履歴
| No. | 日付           | レーベル                       | 規格             | 規格品番                     | 最高順位 | 備考                                                             |
| --- | -------------- | ------------------------------ | ---------------- | ---------------------------- | -------- | ---------------------------------------------------------------- |
| 1   | 1978年11月25日 | アルファレコード               | LP・CT           | ALR-6012 (LP)・ALC-1511 (CT) | -        |                                                                  |
| 2   | 1992年3月21日  | アルファレコード               | CD               | ALCA-286                     | -        |                                                                  |
| 3   | 1994年6月29日  | アルファミュージック           | CD               | ALCA-9037                    | -        |                                                                  |
| 4   | 1998年1月15日  | アルファミュージック           | CD               | ALCA-5214                    | -        |                                                                  |
| 5   | 1999年9月22日  | 東芝EMI                        | CD               | TOCT-24233                   | -        | 細野晴臣監修、リマスタリング盤、ライナーノーツ：江口寿史         |
| 6   | 2003年1月22日  | ソニー・ミュージックハウス     | CD               | MHCL-203                     | 69位     | 坂本龍一監修、紙ジャケット仕様                                   |
| 7   | 2004年         | エピック・レコード             | CD               | 513445 2                     | -        | US版との2枚組                                                    |
| 8   | 2010年9月29日  | ソニー・ミュージックダイレクト | ブルースペックCD | MHCL-20101                   | 226位    | 1999年リマスタリング音源、紙ジャケット仕様、スーパーピクチャーCD |
| 9   | 2018年11月28日 | ソニー・ミュージックダイレクト | SACDハイブリッド | MHCL-10107                   | -        | 2018年Bob Ludwigリマスタリング音源                               |

## カバー
2005年1月26日にといぼっくすがアコースティック楽器で本アルバムを完全カバーしたアルバム『アコースティックYMO』をリリース。「シムーン」と「マッド・ピエロ」ではヴォーカルに細野が参加。「コンピューター・ゲーム」の電子音までも生楽器で再現している。